# Simon Kinberg
Simon Kinberg, född 1973, är en amerikansk manusförfattare och filmregissör. Han är mest känd för sitt arbete på X-Men-filmerna. Han har även fått i uppdrag att ansvara för en ny trilogi av Star Wars.

## Filmografi (i urval)
- 2005 – xXx 2 – The Next Level
- 2005 – Mr. & Mrs. Smith
- 2006 – X-Men: The Last Stand
- 2008 – Jumper
- 2009 – Sherlock Holmes
- 2011 – X-Men: First Class
- 2012 – This Means War
- 2013 – Elysium
- 2014 – X-Men: Days of Future Past
- 2014 – Let's Be Cops
- 2015 – Fantastic Four
- 2015 – Berättelsen om Askungen
- 2015 – Chappie
- 2015 – The Martian
- 2016 – Deadpool
- 2016 – X-Men: Apocalypse
- 2017 – Logan – The Wolverine
- 2017 – Mordet på Orientexpressen
- 2018 – Deadpool 2
- 2019 – X-Men: Dark Phoenix
- 2020 – The New Mutants
- 2023 – Mord i Venedig
- 2024 – Lift